# فریماه قوام‌صدری
فریماه قوام‌صدری (زادهٔ ۱۳۲۹) نوازندهٔ پیانو و موسیقی‌دان اهل ایران است.

## زندگی‌نامه

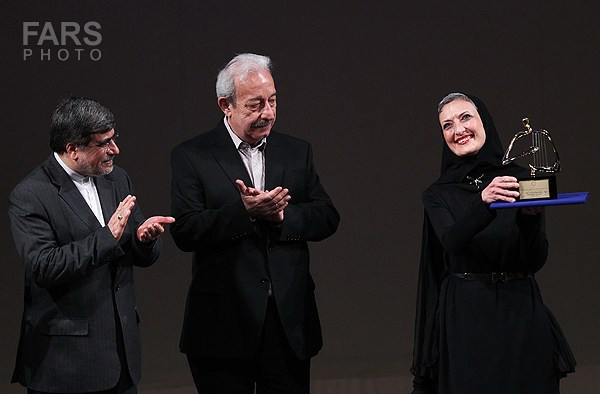
فریماه قوام صدری٬ حسن ریاحی و علی جنتی٬ اختتامیه بیست و نهمین جشنواره بین‌المللی موسیقی فجر تالار وحدت تهران ۱ اسفند ۱۳۹۲

فریماه قوام‌صدری در سال ۱۳۲۹ در تهران متولد شد. از کودکی فراگیری ساز پیانو را نزد افلیا کمباجیان آغاز کرد. او تحصیلات دانشگاهی خود را با ورود به دانشگاه تهران آغاز نموده و از دانشکده هنرهای زیبا فارغ‌التحصیل شد. وی به جهت ادامه تحصیلات عالی موسیقی، در سال ۱۳۵۲ با دریافت بورسیه تحصیلی راهی کشور فرانسه شد و از مدرسه موسیقی «اکول نرمال» پاریس، در رشته پیانو و موسیقی مجلسی فارغ‌التحصیل شد. او همچنین تحصیلات عالی موسیقی را با گذراندن دوره‌های تخصصی مختلف نظیر: دوره ویژه موسیقی مجلسی در «آکادمی موسیقی کینجا» در سیه‌نا (ایتالیا)، موسیقی مجلسی در دانشگاه تمپل فیلادلفیا (آمریکا) و تکنوازی پیانو در دانشگاه مک گیل (کانادا) پی گرفت.

## فعالیت‌ها
او پس از بازگشت به ایران در سال ۱۳۵۶ در مدرسه عالی موسیقی تهران (کنسرواتوار تهران) تدریس پیانو را آغاز کرد و به عنوان عضو هیئت داوران کنسرواتوار تهران انتخاب شد. وی همزمان به عنوان تکنواز و همنواز در رادیو تلویزیون ملی ایران، دانشگاه تهران، انجمن فیلارمونیک تهران و کنسرواتوار تهران فعالیت‌های هنری خود را ادامه داد.
او سال‌ها در کشورهای ایران، فرانسه، اتریش، ایتالیا و آمریکا به اجرای برنامه پرداخته‌است. در سال ۱۳۷۲ «گروه موسیقی تهران» را به همراه علیرضا مشایخی بنا نهاد و از آن هنگام به عنوان مدیر هنری، تکنواز و همنواز در ارکستر موسیقی نو مشغول فعالیت بوده و کنسرت‌ها و برنامه‌های پژوهشی و آموزشی گوناگونی را به اجرا درآورده است.
در اختتامیه بیست و نهمین جشنواره موسیقی فجر از فریماه قوام‌صدری با لوح تقدیر و تندیس جشنواره، تجلیل به عمل آمد.

## آثار
از جمله آثار و فعالیت‌های هنری فریماه قوام‌صدری به موارد زیر می‌توان اشاره نمود:
- از پایه‌گذاران «گروه موسیقی تهران»[۴]
- اجرای کنسرت‌های گوناگون در داخل و خارج از ایران[۵]
- برگزاری «جشنواره موسیقی کلاسیک تا معاصر» به همراه علیرضا مشایخی[۶]
- عضو هیئت انتخاب و داوری «جشنواره موسیقی جوان»[۷]
- تدریس پیانو[۸]
- آلبوم موسیقی «موسیقی برای پیانو»[۹][۱۰]
- آلبوم موسیقی «شهرزاد»[۱۱]
- آلبوم موسیقی «همراه شوپن»[۱۲]
- آلبوم موسیقی «پروانهٔ کوه‌های زاگرس»[۱۳]
- آلبوم موسیقی «جشن»[۱۴][۱۵]